# ضعة (نبات)
الضعة (الاسم العلمي: Lasiurus scindicus)، جنس نباتات أفروآسيوية معمرة صحراوية متحملة للمحلوحة من فصيلة النجيلية. توجد بشكل رئيسي في المناطق القاحلة. النوع الوحيد المعروف من هو Lasiurus scindicus، موطنها المناطق الجافة في شمال أفريقيا وجنوب غرب آسيا، من المغرب ومالي إلى شبه الجزيرة العربية والهند.
شملت سابقًا:
أنظر Loxodera
- Lasiurus epectinatus – Loxodera caespitosa
- Lasiurus maitlandii – Loxodera ledermannii